# Chieșd
Chieșd (Szilágykövesd en hongrois) est une commune roumaine du județ de Sălaj, dans la région historique de Transylvanie et dans la région de développement du Nord-ouest.

## Géographie
La commune de Chieșd est située dans les collines Silvaniei, au nord-ouest du județ, à la limite avec le județ de Satu Mare, à 25 km au nord-est de Șimleu Silvaniei et à 37 km au nord-ouest de Zalău, le chef-lieu du județ.
La municipalité est composée des trois villages suivants (population en 2002) :
- Chieșd (2 010), siège de la commune ;
- Colonia Sighetu Silvaniei (69) ;
- Sighetu Silvaniei (566).

## Histoire
La première mention écrite de la commune date de 1561 sous le nom hongrois de Szilágykövesd.
La commune, qui appartenait au royaume de Hongrie, faisait partie de la principauté de Transylvanie et elle en a donc suivi l'histoire.
Après le compromis de 1867 entre Autrichiens et Hongrois de l'empire d'Autriche, la principauté de Transylvanie disparaît et, en 1876, le royaume de Hongrie est partagé en comitats. Chieșd intègre le comitat de Szilágy (Szilágymegye).
À la fin de la Première Guerre mondiale, l'Empire austro-hongrois disparaît et la commune rejoint la Grande Roumanie.
En 1940, à la suite du deuxième arbitrage de Vienne, elle est annexée par la Hongrie jusqu'en 1944. Elle réintègre la Roumanie après la Seconde Guerre mondiale.

## Politique
| Parti | Parti                                                 | Sièges |
| ----- | ----------------------------------------------------- | ------ |
|       | Parti social-démocrate (PSD)                          | 5      |
|       | Parti écologiste roumain (PER)                        | 3      |
|       | Union nationale pour le progrès de la Roumanie (UNPR) | 1      |
|       | Union démocrate magyare de Roumanie (UDMR)            | 1      |
|       | Parti national libéral (PNL)                          | 1      |

## Religions
En 2002, la composition religieuse de la commune était la suivante :
- Chrétiens orthodoxes, 90,28 % ;
- Réformés, 4,42 % ;
- Pentecôtistes, 3,28 % ;
- Baptistes, 1,70 %.

## Démographie
En 1910, à l'époque austro-hongroise, la commune comptait 1 716 Roumains (83,79 %) et 329 Hongrois (16,06 %).
En 1930, on dénombrait 1 968 Roumains (85,42 %), 244 Hongrois (10,59 %), 37 Juifs (1,61 %) et 53 Tsiganes (2,30 %).
En 1956, après la Seconde Guerre mondiale, 2 968 Roumains (88,81 %) côtoyaient 347 Hongrois (10,38 %) et 25 Roms (0,75 %).
En 2002, la commune comptait 2 333 Roumains (88,20 %), 148 Hongrois (5,59 %) et 164 Roms (6,20 %). On comptait à cette date 905 ménages et 844 logements.
| 1850  | 1880  | 1900  | 1910  | 1920  | 1930  | 1941  | 1956  | 1966  |
| ----- | ----- | ----- | ----- | ----- | ----- | ----- | ----- | ----- |
| 1 150 | 1 325 | 1 850 | 2 048 | 2 029 | 2 304 | 2 505 | 3 342 | 3 845 |

| 1977  | 1992  | 2002  | 2007  | - | - | - | - | - |
| ----- | ----- | ----- | ----- | - | - | - | - | - |
| 3 249 | 2 749 | 2 645 | 2 597 | - | - | - | - | - |

## Économie
L'économie de la commune repose sur l'agriculture (blé, maïs, tournesol, légumes, vigne), l'élevage, l'apiculture et l'exploitation des forêts. La commune dispose de 1 216 ha de forêts et de 2 845 ha de terres agricoles (1 769 ha de terres arables, 650 ha de pâturages, 346 ha de prairies et 80 ha de vignes).

## Communications

### Routes
Chieșd est située sur la route régionale DJ108J Șimleu Silvaniei-Sărmășag-Chieșd-județ de Satu Mare.

## Lieux et monuments
- Chieșd, église orthodoxe en bois des Sts Archanges Michel et Gabriel (Sf. Arhangeli Mihail și Gavriil) de 1700[6].

- Sighetu Silvaniei, église orthodoxe en bois des Sts Archanges de 1800-1832[6].